# NGC 5917
NGC 5917 هيَ مجرة حلزونية تتواجد في كوكبة الميزان.